# Robert McCoig
Robert McCoig (1937-1998) fue un deportista británico que compitió en bádminton para Escocia. Ganó una medalla de bronce en el Campeonato Europeo de Bádminton de 1968 en la prueba de dobles.

## Palmarés internacional
| Representando a Escocia |              |                   |        |
| Campeonato Europeo      |              |                   |        |
| Año                     | Lugar        | Medalla           | Prueba |
| 1968                    | Bochum (RFA) | Medalla de bronce | Dobles |